# Gran Canaria Arena
Gran Canaria Arena, originalmente conhecida como Palacio Multiusos de Gran Canaria,  é uma arena coberta localizada em Las Palmas de Gran Canaria, Ilhas Canárias, Espanha. A arena, inaugurada em 2014 por Mariano Rajoy,  com capacidade para 11 500 espectadores e sedia as partidas em casa do Herbalife Gran Canaria.
Em 01 de Maio de 2014 foi disputado o jogo inaugural na arena, sendo jogo oficial correspondendo ao confronto pela 28ª Rodada entre Herbalife Canaria e FC Barcelona, vencido pela equipe catalã visitante por 82:74.
A arena sediou jogos do Grupo D no Campeonato Mundial de Basquetebol Masculino de 2014 e em Fevereiro de 2015 foi palco da Copa del Rey 2015.